# Bowling
Bowling bliver dyrket som dels sportsgren med turneringer og som underholdning (en festlig dag/aften i byen). Der findes en række varianter af bowling. I Danmark dyrkes langt overvejende 10-kegle-bowling. Beskrivelserne herunder gælder for denne variant, hvis ikke andet er anført.
Målet med bowling er at kaste en bowlingkugle ned ad en aflang, plan, olieret bane, der er lavet af træ eller laminat for at vælte så mange som muligt af de ti kegler for enden af banen. Til dette har man to forsøg i hver rude.
Bowling er en individuel sport, hvor en persons score kun afhænger af personens egen præstation. Dog spilles det også som en holdsport, hvor flere personers resultater har betydning. I bowlinghaller kan maskinerne oftest indstilles til 1 – 6 personer på samme bane, der så skiftes til at spille en 'rude'.
Bowling er et keglespil og er fra Amerika. Man spiller det på en bowlingbane på ca. 20 meter lang og én meter bred. Bowlingkuglerne vejer mellem 5 og 15 pund. Hvis man vælter de ti kegler får man en strike. Hvis man skal bruge to skud til at vælte alle kegler kaldes det en spare ellers er det en miss. I 1967 blev Dansk Bowling Forbund dannet og den blev optaget i Dansk Idræts-forbund i 1970. En bowlingkugle har en kerne som er forskellig i de fleste kugler, dog i de kugler som ligger i de forskellige bowlinghaller er en plastickugle hvor kernen bare er rund. Man kan også købe sine egne sko, kugler, taske og alt andet udstyr som købes i en proshop. I en strikekugle er kernen forskellig fra kugle til og kugle. Der er også mange forskellige mærke som fx ebonite, storm, roto grib og brunswick. Prisen kan være mellem 1400 kr. til 3000 kr. Overfladen på de ”dyre” kugler er faktisk heller ikke helt rund, der er en masse små hakker i så kuglen kan få fat i olien, som ligger på banen, og på den måde nemmere at skrue så kuglen får den rigtige vinkel ind i de to forreste kegler som kaldes ”lommen”. USA er det eneste land hvor man kan blive professionel og leve af det, man behøves dog ikke være amerikaner for at deltage i den store turnering som hedder PBA. Skoene kan man også købe i forskellige mærker som fx cirkel og dexter, skoene kan koste fra 300 kr. til 1800 kr. På de dyre sko kan man skifte såler hvis tilløbsstykket skulle være glat kan man skifte så man ikke falder ud på banen.

## Regler og Scoring
Vælter man alle ti kegler i første forsøg, får man en strike og dermed ikke et nyt forsøg. Vælter man først de resterende kegler i andet forsøg, får man en spare. Får man ikke væltet alle 10 kegler, får man point svarende til det antal kegler, man væltede.
Står der stadig en eller flere kegler tilbage i en runde (dvs. efter de to forsøg), kalder man det at få et miss.
En strike giver 10 kegler plus det antal kegler, man vælter i de to næste slag. En spare giver 10 kegler plus det antal kegler, man vælter i det næste slag – dvs. her tæller kun én ekstra kugle med.
Eksempel med strike: Man laver en strike i første runde (hvorved turen er slut, uden at der bliver tilskrevet kegler til runden). I næste runde vælter man i første forsøg 7 kegler og i det andet 2. Herved bliver der tilskrevet 10+7+2=19 kegler i første runde og 2+7=9 for andet, hvilket betyder at man har 19+9=28 kegler stående i anden runde.
Eksempel med spare: Man laver en spare i første runde og i næste runde vælter man i første forsøg 7 kegler og i det andet 2. Herved bliver der tilskrevet 10+7=17 kegler i første runde og 2+7=9 for andet, hvilket betyder at man har 17+9=26 keglerstående i anden runde.
Den højeste score, som man kan opnå i en serie, er 300; til dette kræves 12 strikes i træk. En serie består af 10 runder. De første 9 runder består af 2 forsøg. Den 10. runde er lidt speciel idet den kan bestå af 3 forsøg. Får man en strike eller en spare – dvs. tager alle kegler med første eller anden kugle – skal der stadig tælles en eller to ekstra kugler hvor keglefaldet regnes med i ruden.

## Markante bowlingspillere

### Danmark
Danmark har gennem årene haft en række bowlere i verdenseliten, ikke mindst blandt damerne. Her kan nævnes:
- Birgitte Lund (Nr. 1 ved World Cup 1974 - VM Double 1983 med Jette Hansen)
- Jette Hansen (VM Double 1983 med Birgitte Lund)
- Bettina Lund
- Kamilla Kjeldsen
- Iben Tchu
- Britt Brøndsted (verdensmester 2003)
- Mai Ginge (nr. 2 ved World Cup 2006 nr. 2 ved EM 2008 verdensmester 2011)